# Antonio Cervantes
Antonio Cervantes (* 23. Dezember 1945 in Palenque, Kolumbien) ist ein ehemaliger kolumbianischer Boxer.
„Kid Pambele“ wurde 1964 Profi im Federgewicht, nachdem er zuvor nur drei Amateurkämpfe absolviert hatte. Bis 1970 boxte er ausschließlich in Kolumbien und Venezuela. Alleine acht seiner zwölf Niederlagen fallen, bedingt durch seine Unerfahrenheit und die fehlende boxerische Ausbildung, in diese Anfangsphase seiner Karriere. So verlor er unter anderem im November 1969 gegen den späteren Federgewichtsweltmeister Antonio Gomez.
Am 11. Dezember 1971 bekam er einen Titelkampf gegen den argentinischen WBA-Halbweltergewichtsweltmeister Nicolino Locche, dem er in Buenos Aires allerdings nach Punkten unterlag.
Locche verlor seinen Titel wenig später jedoch an den von Ray Arcel trainierten Panamaer „Peppermint“ Alfonso Frazer, was Cervantes schon am 28. Oktober 1972 eine erneute Titelchance ermöglichte. Ihm gelang in der zehnten Runde der KO und damit der Gewinn des WBA-Weltmeistertitels.
Er besiegte Locche in einem Rückkampf, diesmal auf neutralem Boden in Venezuela, vorzeitig und schlug Frazer ein zweites Mal KO. 1975 besiegte er außerdem Durán-Bezwinger Esteban de Jesús und Hector Thompson.
Nach zehn Titelverteidigungen verlor er seinen Titel 1976 in San Juan durch eine Punktniederlage an den 17-jährigen ungeschlagenen Puerto-Ricaner Wilfred Benitez.
Er schlug Saoul Mamby in einem Nichttitelkampf und gewann 1977 den mittlerweile vakanten WBA-Titel gegen Carlos Gimenez, wieder in Venezuela wieder gegen einen Argentinier, durch technisches KO in der sechsten Runde zurück und verteidigte ihn sechs Mal, unter anderem 1979 gegen Miguel Montilla.
Im August 1980 kämpfte er in den USA gegen den ungeschlagenen Aaron Pryor in dessen Heimatstadt. Er schlug Pryor in der ersten Runde zu Boden, ging dann aber selbst in der vierten Runde KO und musste den Gürtel wieder abgeben. Es war eine von nur zwei KO-Niederlagen seiner Karriere.
Er machte noch einige weitere Kämpfe, vorwiegend in seiner Heimat Kolumbien, und beendete 1983 seine Karriere.
Er ist der einzige Kolumbianer in der „International Boxing Hall of Fame“. Das „Ring Magazine“ bewertet ihn als den viertbesten Halbweltergewichtler aller Zeiten hinter Julio César Chávez, Pryor und Barney Ross.